# Tillyardophlebia
Tillyardophlebia is een geslacht van haften (Ephemeroptera) uit de familie Leptophlebiidae.

## Soorten
Het geslacht Tillyardophlebia omvat de volgende soorten:
- Tillyardophlebia alpina
- Tillyardophlebia dostinei
- Tillyardophlebia rufosa
- Tillyardophlebia tristis